# Verlag Anton Pustet
Der Verlag Anton Pustet ist eine Verlagsbuchhandlung mit Sitz in Salzburg (Österreich).

## Geschichte
Seit Konrad Kürner, der 1592 das erste Buch in Salzburg druckte, existieren Aufzeichnungen dieses Verlags unter häufig wechselnden Namen und veränderten Standorten.
Die Kürnersche Offizin befand sich in einem Haus in der Altstadt von Salzburg am heutigen Kajetanerplatz, später in der Gstättengasse, wo sie durch den Bergsturz des Jahres 1669 zerstört wurde. Unter der Leitung des Buchdruckers Johann Baptist Mayr gelangte das Unternehmen zu einer ersten Blüte.
Fürsterzbischof Max Gandolf von Kuenburg, Stifter der berühmten Bibliothek in der Neuen Residenz, verlieh Johann Baptist Mayr das Privileg eines Hof- und akademischen Buchdruckers und erhob ihn sogar in den Adelsstand. Dies war ein Zeichen für die Bedeutung des Buch- und Verlagswesens, das vor allem durch die Gründung der Universität in Salzburg einen bedeutenden Aufschwung genommen hatte.
Ende des 18. Jahrhunderts kam es zum Niedergang der Mayrschen Druckerei. Aufgrund eines Eklats, ausgelöst durch eine kirchenkritische Schrift, musste sie weit unter dem Verkehrswert verkauft werden und kam auf Umwegen an Franz Xaver Duyle.

## Ära Pustet
Die Ära Pustet begann dann 1862, als der aus Regensburg in Bayern stammende Anton Pustet die Duylsche Buchdruckerei und Verlag übernahm und das Unternehmen unter dem neuen Namen Verlag Anton Pustet wieder zu stattlicher Größe führte. Seine versierte Tochter, Ida Rademann, leitete nach seinem Tod einen besonders erfolgreichen Abschnitt in der Verlagsgeschichte ein. Mit der russischen Emigrantin Alja Rachmanova hatte sie eine wahre Bestsellerautorin in ihrem Programm.
1922 wurde das Unternehmen Pustet vom Grazer Styria Verlag erworben. Von 1930 bis 1937 leitete Otto Müller den Verlag.
Unter den Nationalsozialisten wurde die Pustet-Druckerei dem NS-Gauverlag eingegliedert, nach dem Krieg als so genanntes deutsches Eigentum zunächst kommissarisch verwaltet und gelangte dann wieder an den Styria Verlag. 1963 wurde der Verlag und die Druckerei schließlich vom Salzburger Pressverein erworben. 2002 stellte die Druckerei ihren Betrieb ein. Heute befindet sich im altehrwürdigen „Pustet-Haus“ mit seinem für die Salzburger Altstadt typischen Innenhof unter anderem ein innovatives universitäres Forschungsinstitut. Das Haus wurde im Jahr 2004 beispielhaft renoviert.

## Firmenstruktur
Der Verlag Anton Pustet steht im Eigentum des Salzburger Pressvereins, dem auch die Salzburger Druckerei und der Verlag der Salzburger Druckerei, ein Schulbuchverlag, angehören. Der Geschäftsführer der Pressvereinsbetriebe ist Gerald Klonner.